# Fédération des Métis du Manitoba
La Fédération Métisse du Manitoba (anglais : Manitoba Metis Federation) est une organisation autochtone au Manitoba, Canada. Son président actuel est David Chartrand et selon lui, l'objectif de la FMM est  « la capacité de décider pour nous-mêmes. Avoir pouvoir et autorité sur notre avenir ».
La FMM est une filiale du Ralliement national des Métis. 

## Historique
La protection de l’identité des Métis du Manitoba a commencé en 1816 lors de la Victoire de la Grenouillère (Battle of Seven Oaks). Cette bataille est vue comme un moment important dans l’histoire des Métis puisque c’est le début de la revendication de leurs droits justes et légitimes. La résilience des Métis du Manitoba et le désir d’un meilleur futur à contribuer à la formation de la Fédération Métisse du Manitoba.  
C'est en 1967, lors de la réunion annuelle de l'Indian and Métis Conférence, parrainée par le bien-être communautaire de Winnipeg et du Conseil de planification, un certain nombre de Métis participant à la réunion se sont rendu compte qu'ils ne pouvaient entendre leurs préoccupations s'ils avaient une voix indépendante.
Ils ont par la suite rencontré en privé et a décidé de former une Fédération des Métis. Ainsi, la Fédération Métisse du Manitoba a été fondée le 1er octobre 1967 et constituée en association sans but lucratif en vertu de la Loi sur les sociétés du Manitoba en décembre 1967. Les personnes présentes à la première réunion, qui peuvent être appelées les fondateurs de la FMM, étaient Adam Cuthand, Elizabeth Isbister, Edward « Ed » Simard, Tom Eagle et Angus Spence. Adam Cuthand a été nommé le premier président non-volontaires payés. 

## Loi de 1870 sur le Manitoba
La Loi de 1870 sur le Manitoba a affecté les populations de la colonie de la rivière Rouge qui était composée en majorité de Métis. Le gouvernement canadien mis en place voulait obtenir le contrôle total des terres publiques et pour obtenir le droit à ces terres le gouvernement a permis l'entrée de la colonie dans la Confédération comme province. Sous l’Acte du Manitoba de 1870, le gouvernement fédéral était supposé accorder aux Métis de la rivière Rouge une réserve de 1,4 million d’acres de terre. En échange, ils étaient obligés d’abandonner leur titre autochtone. Avec l'introduction du système de Scrip, le gouvernement peut gérer l’attribution des terres ou de l’argent. Le propriétaire du scrip avait la possibilité de recevoir le paiement sous forme d’argent ou de terres. Plusieurs des Métis du Manitoba durant cette époque ont choisi l’option de recevoir de l’argent pour leur morceau de terres, mais il a eu plusieurs cas de fraudes et d’abus de la part du gouvernement. « Le département de l’Intérieur a fréquemment perdu la trace des réclamations de scrips et beaucoup de Métis n’ont pas pu obtenir la terre à laquelle ils avaient droit ».  Le contrôle fédéral des terres de la Couronne est renforcé dans l'article 30 de la Loi de 1870 sur le Manitoba et dans les articles 31 et 32 que la concession de terres aux métis et la confirmation des titres des colons furent déclarées.   

## Contribution de la Fédération Métisse du Manitoba (FMM)
Loi de 1870 sur le Manitoba
En 1870, le gouvernement canadien a instauré une loi qui a eu plusieurs répercussions pour les Métis du Manitoba. Dans l'article 31 de la Loi de 1870 sur le Manitoba, le gouvernement a mis de côté 1,4 million d’acres de terre fédérale pour les familles Métis en échange pour l’éradication du titre autochtone. Plusieurs cas concluent que le gouvernement fédéral n’avait jamais rempli sa promesse et que les Métis n’avaient jamais reçu leurs terres. En 1967, la Fédération Métisse du Manitoba a été fondée et en 1981 elle demande une déclaration de la cour en raison de la loi de 1870. Puisque l'article 31 était vu comme inconstitutionnel pour les Métis, la Fédération Métisse du Manitoba réclame une nécessité de révision de la loi fédérale de 1870.  En appel, la Cour suprême du Canada a déclaré avec acceptation que « bien que l'art. 31 précise que les terres étaient réservées "dans le but d'éteindre les titres des Indiens aux terres de la province", on reconnaissait ouvertement à l'époque qu'il s'agissait d'une description inexacte ». Cette réclamation par la Cour suprême du Canada est vue comme une victoire par la FMM en raison du manque de respect des promesses de la part du gouvernement fédérale à l'époque dans l'article 31 de la Loi de 1870 sur le Manitoba. 
Résolution no 5
L'adoption de la résolution no 5 est une autre victoire pour la FMM. Pour la population Métis, un des défis est d'obtenir l'autonomie gouvernementale. Avec l'adoption de la résolution no 5, le cabinet de la Fédération Métisse du Manitoba peut négocier avec le gouvernement du Canda afin d'obtenir des accords intergouvernementaux.  

## Leadership
Les premiers non-membres élus du conseil d'administration étaient Adam Cuthand, Joe Keeper et Alfred Disbrowe.
Les présidents successifs de la MMF ont été :
| Président          | De   | À       |
| ------------------ | ---- | ------- |
| Adam Cuthand       | 1967 | 1970    |
| Angus Spence       | 1970 | 1973    |
| Connie Eyolfson    | 1973 | 1974    |
| Ferdinand Guiboche | 1974 | 1975    |
| Edward Head        | 1975 | 1976    |
| John Morrisseau    | 1976 | 1981    |
| Don McIvor         | 1981 | 1984    |
| Yvon Dumont        | 1984 | 1993    |
| Ernie Blais        | 1993 | 1994    |
| Billyjo DeLaRonde  | 1994 | 1997    |
| David Chartrand    | 1997 | présent |

## Lectures
- [1] Manitoba Metis Federation Inc. (2019). President's Message.
- [2] O’Toole, D. (2006). La revendication du titre “indien” par les Métis du Manitoba, 1860–1870. Canadian Journal of Political Science, 39(3), 529–551.
- [3] Seraphim, J. (2009). La reformulation culturelle et identitaire des Métis de Colombie-Britannique. Recherches amérindiennes au Québec, 39(1–2), 71.
- [4] Sawchuk, J. (1981). Metis Land Rights in Alberta: A Political History. Edmonton, Metis Association of Alberta. Toronto: P.
- Pelletier, E. A Social History of the Manitoba Métis. Winnipeg: Manitoba Métis Federation Press, 1977.  (ISBN 0-919213-54-5)
- Barkwell, Lawrence J., Leah Dorion, and Audreen Hourie. Métis legacy Michif culture, heritage, and folkways. Métis legacy series, v. 2. Saskatoon: Gabriel Dumont Institute, 2006.  (ISBN 0-920915-80-9)
- Barkwell, Lawrence J., Leah Dorion and Darren Prefontaine. "Metis Legacy: A Historiography and Annotated Bibliography". Winnipeg: Pemmican Publications Inc. and Saskatoon: Gabriel Dumont Institute, 2001.  (ISBN 1-894717-03-1)
- Chartrand, Paul L. A. H. Manitoba's Métis Settlement Scheme of 1870. Saskatoon: Native Law Centre, University of Saskatchewan, 1991.  (ISBN 0-88880-242-0)
- Flanagan, Thomas. Metis Lands in Manitoba. Calgary: University of Calgary Press, 1991.  (ISBN 0-919813-87-9)
- McFee, Janice. Famous Manitoba Métis. Winnipeg: Manitoba Métis Federation Press, 1974.
- Morrison, Sheila Jones. Rotten to the Core The Politics of the Manitoba Métis Federation. Victoria, B.C.: 101060, 1995.  (ISBN 1-896239-08-0)
- Pelletier, E. A Social History of the Manitoba Métis. Winnipeg: Manitoba Métis Federation Press, 1977.  (ISBN 0-919213-54-5)
- Sawchuk, J. The Metis of Manitoba Reformulation of an Ethnic Identity. Toronto: P. Martin Associates, 1978.  (ISBN 0-88778-177-2)
- Sealey, D. Bruce. Statutory Land Rights of the Manitoba Metis. Winnipeg, Man: Manitoba Métis Federation Press, 1975.
- Sealey, D. Bruce. Education of the Manitoba Metis An Historical Sketch. Winnipeg: Dept. of Education, Native Education Branch, 1977.
- St-Onge, Nicole J. M. Saint-Laurent, Manitoba Evolving Métis Identities, 1850-1914. Canadian plains studies, 45. Regina: Canadian Plains Research Center, University of Regina, 2004.  (ISBN 0-88977-173-1)